# Бітуриги
Бітуриги (лат. Bituriges) — кельтський народ, який жив у Аквітанії, головним їх містом був Аварікум (Avaricum), сучасний Бурж (Bourges). Бітуриги розпалися на два племені, що жили окремо — бітуриги-куби (Bituriges Cubi) і бітуриги-вібіски (Bituruges Vibisci).
Бітуригами-кубами називалися бітуриги, які жили на південь від середньої течії Луари, навколо свого головного міста Аварікума (взятого Цезарем 52 року до н. е.).Бітуригами-вібісками називалися бітуриги, які мешкали на нижній течії Гаронни та на Жиронді. Центром бітуригів-вібісків було портове місто Бурдігала, нинішнє Бордо.
Бітуриги зазнали численних жертв під час руйнування Цезарем Аварікума. В імператорську епоху рекрутами цього войовничого племені було укомплектовано дві римські когорти.